# Riu d'Agres
El riu d'Agres és un corrent d'aigua de poc cabal que discorre per la comarca del Comtat (País Valencià) i que naix en el terme d'Agres, recorre la seva vall, i travessa els termes municipals de Muro d'Alcoi i Alcosser de Planes, desembocant en el riu Serpis pel seu marge esquerre, el qual desembocarà posteriorment en el Mediterrani. Té una longitud de 12 km.